# بطولة العالم للشطرنج للناشئين

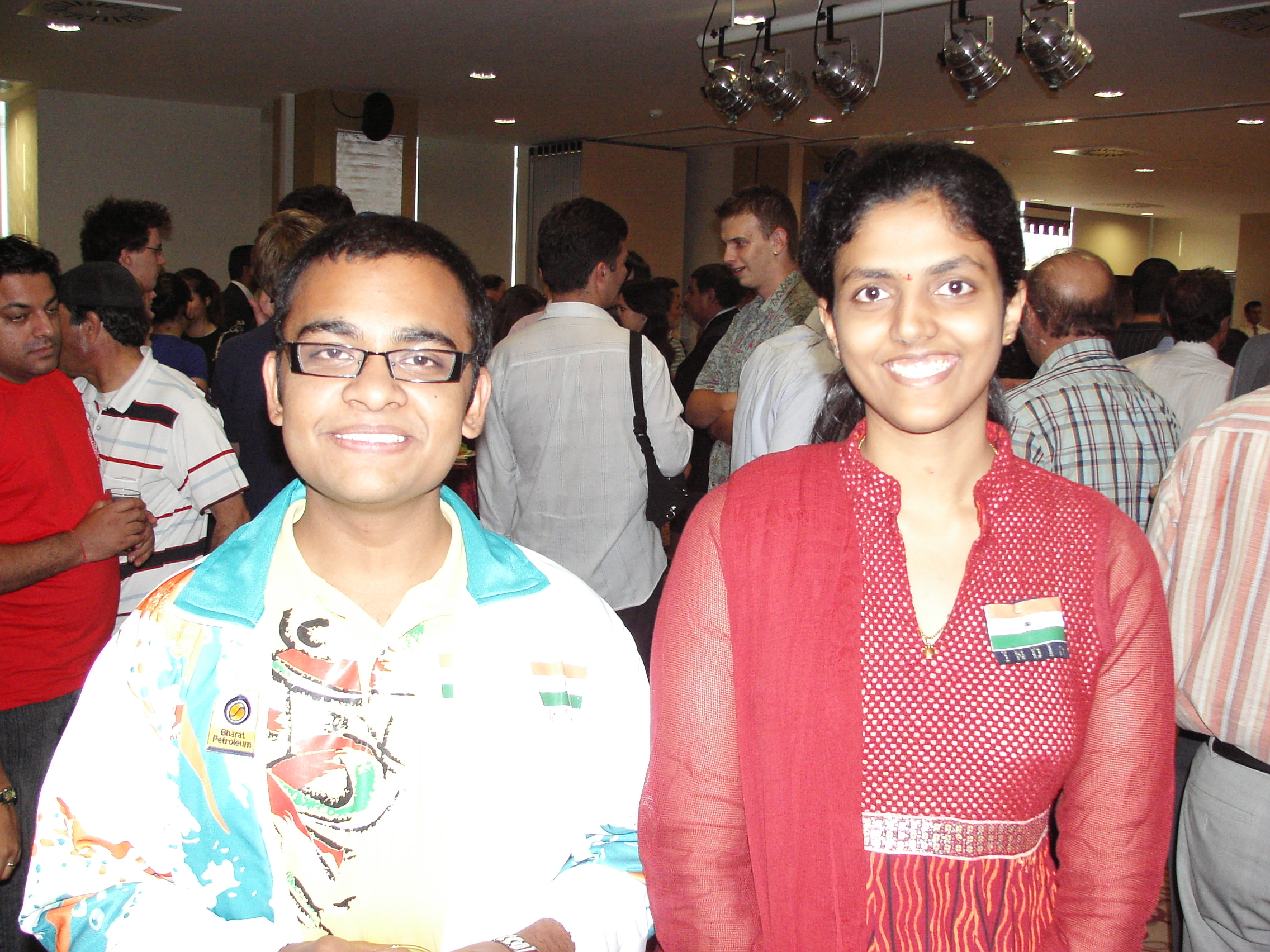
أبهيجيت غوبتا ودرونافالي هاريكا - أبطال عام 2008

بطولة العالم للناشئين للشطرنج هي بطولة تحت 20 عاما الشطرنج (يجب أن يكون لاعبا تحت 20 سنة في 1 كانون الثاني من السنة المنافسة) التي نظمها الاتحاد العالمي للشطرنج.
كانت الفكرة من بنات أفكار ويليام ريتسون موري، الذي نظم الحدث الافتتاحي لعام 1951 في برمنغهام، إنجلترا. بعد ذلك، تم عقده كل عامين حتى عام 1973، عندما تم اعتماد جدول زمني سنوي. في عام 1983 أقيمت بطولة منفصلة للفتيات.
يجوز لكل دولة عضو في الاتحاد الدولي للشطرنج اختيار مشارك واحد باستثناء الدولة المضيفة، والتي قد تختار اثنين. يتم تصنيف بعض اللاعبين في البطولة بناءً على نظام تصنيف إيلو والتشطيبات الأولى في البطولات السابقة. كانت البطولة الأولى عبارة عن بطولة النظام السويسري من 11 جولة. في البطولات اللاحقة، تم تقسيم المشاركين إلى أقسام، واستخدمت البطولات المقطعية التمهيدية لإنشاء أقسام نهائية متدرجة (نهائي أ، نهائي ب، إلخ. ). منذ عام 1975 عادت البطولات إلى الشكل السويسري.
في الأصل، حصل الفائز على لقب أستاذ دولي إذا لم يكن قد حصل عليه بالفعل. حاليا يتلقى الفائز غراند ماستر أو امرأة غراند ماستر العنوان، والثاني والمركز الثالث بالتشطيب تتلقى الدولية ماستر أو المرأة ماستر (FIDE 2004, 1.2)

فاز أربعة فائزين - بوريس سباسكي، وأناتولي كاربوف، وجاري كاسباروف، وفيسواناثان أناند - ببطولة العالم للشطرنج.

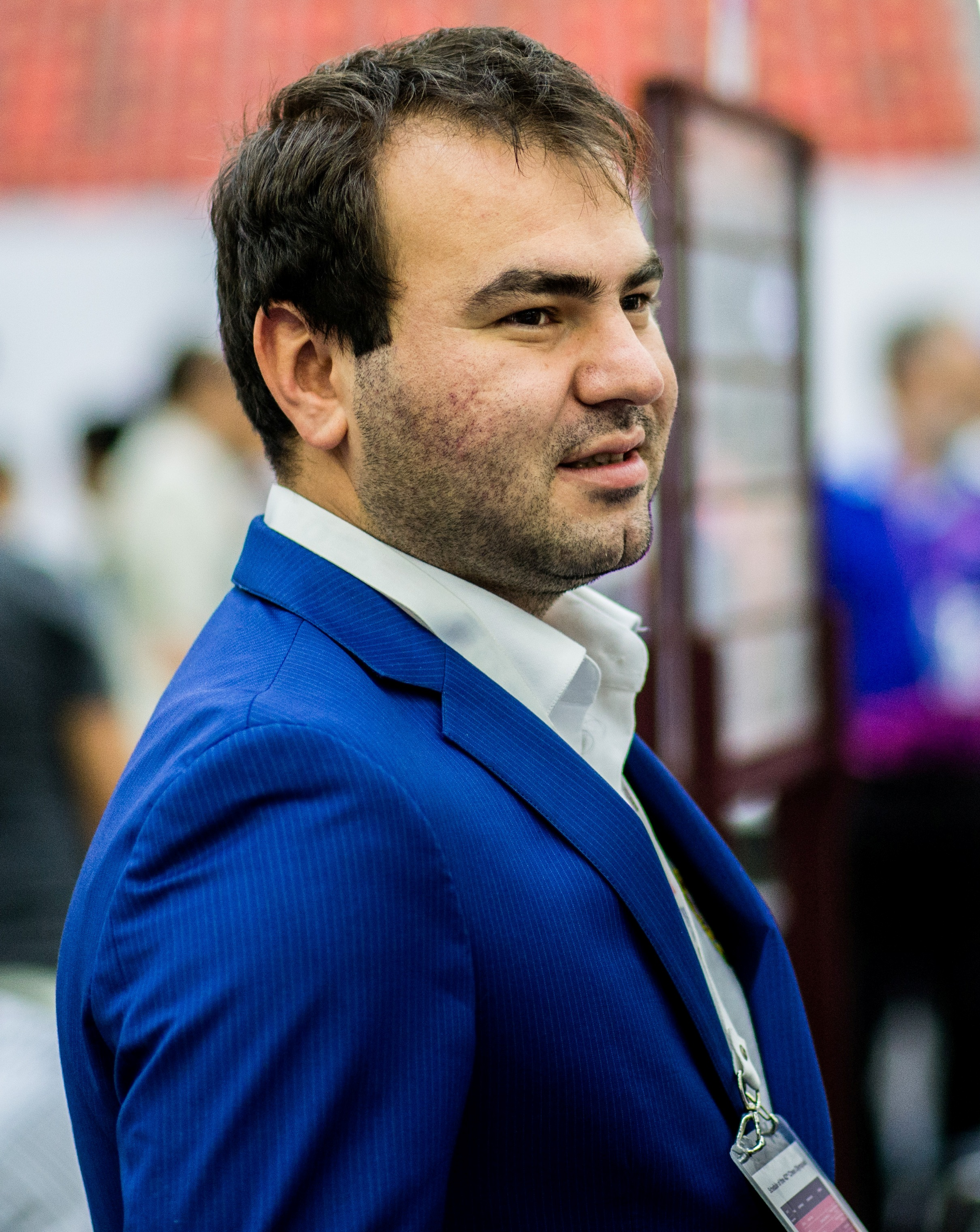
شخريار ماميدياروف هو البطل الوحيد للذكور مرتين.

## تفاصيل البطولات حسب العام
1951 - كوفنتري وبرمنغهام، إنجلترا - (يوليو) - شارك ثمانية عشر لاعباً في بطولة النظام السويسري المكونة من 11 جولة. سيطر بوريسلاف إيفكوف على البطولة بنتيجة 9.5-1.5 غير مهزومة بفارق 1.5 نقطة عن صاحب المركز الثاني. كما تضمنت الجوائز الكبرى في المستقبل بينت لارسن (6.5-4.5) وفريدريك أولافسون (5.5-5.5).
1953 - كوبنهاغن، الدنمارك - (يوليو) - بدأ عشرون لاعباً اللعب في كل قسمين، مع تقدم الأربعة الأوائل من كل قسم إلى نهائي البطولة. تعادل أوسكار بانو وكلاوس دارجا في المركز الأول في النهائي بنتيجة 5.5-1.5 دون هزيمة، مع فوز بانو باللقب على نقاط سونبورن-بيرجر. تعادل البطل السابق إيفكوف وأولافسون بالمركزين الثالث والرابع بعشرات متساوية، فيما احتل إيفكوف المركز الثالث في الشوط الفاصل. تعادل لارسن في المركز الخامس الثامن مع بقية اللاعبين عند 2.5-4.5، لينهي آخر المتأهلين للنهائيات الثمانية في الشوط الفاصل.
1955 - أنتويرب، بلجيكا - (يوليو) - كان هناك 24 لاعباً إجمالاً، بما في ذلك مشاركة أصلية من 23 لاعبًا، بالإضافة إلى لاعب إضافي من البلد الأصلي لتحقيق رقم أكثر قابلية للإدارة. تم تقسيم المتسابقين إلى ثلاث مجموعات من ثمانية؛ تم تصنيف ممثلي اتحاد الجمهوريات الاشتراكية السوفياتية والأرجنتين ويوغوسلافيا (الفرق الثلاثة الأولى في أولمبياد 1954) في مجموعات منفصلة، وخصص الباقي مجموعتهم بشكل عشوائي. ثم انتقل أصحاب المراكز الثلاثة الأولى من كل مجموعة بالإضافة إلى المركز الرابع صاحب أعلى الدرجات إلى آخر عشرة لاعبين في مسابقة اللعب الجماعي. المفاجأة في دور المجموعات كانت جون بوردي (أستراليا) وسيريك (يوغوسلافيا). في المباراة النهائية، تخلى بطل العالم المستقبلي بوريس سباسكي عن تعادلين فقط ليسجل 8-1، وسجل إدمار ميدنس الذي لم يهزم هو الآخر 7-2، بينما سجل الإسباني ميغيل فار 6.5-2.5. احتل أساتذة المستقبل لاجوس بورتيش (المجر) (5.5-3.5) و جورجي ترينجوف (5-4) المركزين الرابع والخامس.
1957 - تورنتو، كندا - (أغسطس) - شارك اثنا عشر لاعباً فقط من إحدى عشرة دولة في بطولة الدوري. فاز وليام لومباردي بجميع المباريات الإحدى عشرة، وأصبح اللاعب الوحيد على الإطلاق الذي حقق نتيجة مثالية في هذه البطولة.
1959 - مونشنشتاين، سويسرا - (يوليو - أغسطس) - تنافس ستة وعشرون لاعبًا من جميع القارات المأهولة بالسكان. لم يكن بوبي فيشر وفلاستيميل هورت، الموهوب البالغ من العمر خمسة عشر عامًا والذي احتل المركز الثاني في بطولة تشيكوسلوفاكيا، حاضرين. تم تقسيم اللاعبين إلى ثلاث مجموعات أولية، مع الفائزين الأربعة الأوائل من كل مجموعة يتنافسون في "النهائي أ"، جولة روبن. وفاز بيليكي بـ8.5 / 12 متقدما بنقطتين على صاحب المركز الثاني الذي يحتل المركز الرابع.

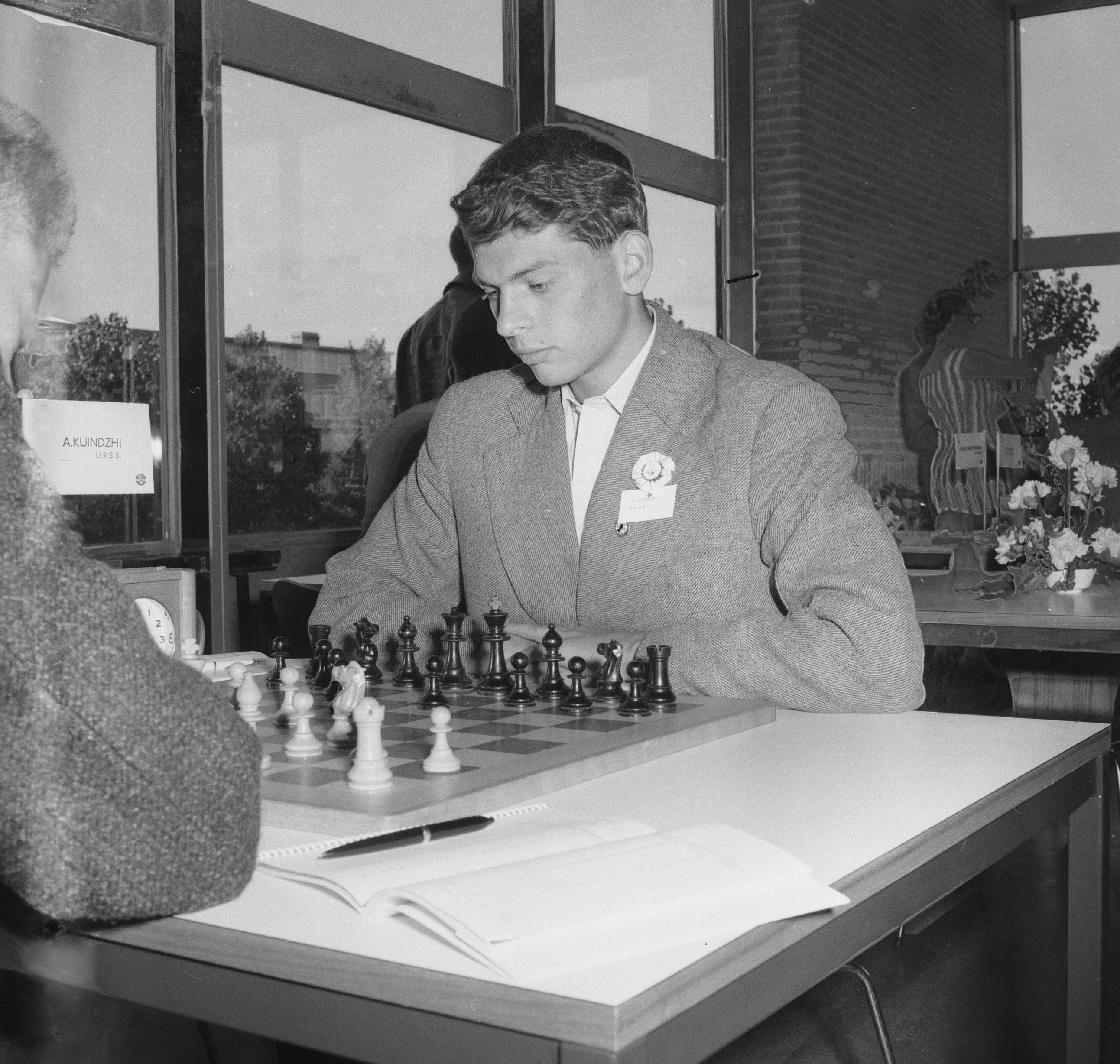
كويندزي (اتحاد الجمهوريات الاشتراكية السوفياتية) في عام 1961

1961 - لاهاي، هولندا - (أغسطس - سبتمبر) - تنافس تسعة وعشرون لاعباً. كان ريموند وينشتاين من الولايات المتحدة قد سجل أيضًا، لكن حكم عليه بأنه أكبر من أن يتمكن من المنافسة. المراكز الثلاثة الأولى من كل أربع مجموعات الأولية تأهلت لنهائي A. هورت تنافست هذه المرة، وسجل 4/6 إلى التعادل مع ثلاثة آخرين على المركز الأول في المجموعة الأولي B. لسوء الحظ، وقال انه احتل المركز الرابع في درجة سونبورن-بيرغر شوط كسر التعادل، لذلك لم لم يتأهل للنهائي أ. شهد النهائي أ معركة بين اثنين من كبار القادة المستقبليين، مع برونو بارما من يوغوسلافيا، الذي تعادل للمركز الثاني في العام السابق، بفوزه على فلورين جورغيو في مباراته الفردية وتغلب على الأخير بنصف نقطة (9) / 11 إلى 8.5 غيورغيو). وسجل صاحب المركز الثالث كويندجي من الاتحاد السوفيتي ثماني نقاط. تغلب على كل من بارما وجورغيو، لكنه خسر أمام صاحب المركز الأخير، طومسون من اسكتلندا، الذي سجل تعادلين فقط ضد بقية الميدان.
1963 - فرنجاكا بانيا، يوغوسلافيا - (أغسطس - سبتمبر) - تنافس ثلاثون صغارًا في كل مجموعة من المجموعات الخمس التمهيدية، مع تأهل أول اثنين من كل مجموعة إلى النهائي. مرة أخرى، أصبح اللاعب الذي احتل المركز الثاني قبل عامين هو البطل، وإن لم يكن ذلك بدون صعوبة. تعادل غيورغيو الروماني وجاناتا في المركز الأول بنتيجة 7.5 / 9، فيما فاز غيورغيو في مباراتهما الفردية. وأنهى الفريق ثلاث نقاط متقدما على صاحب المركز الثالث، المدرب المستقبلي بويان كوراجيكا من يوغوسلافيا. دعت المباراة إلى كسر التعادل بمباراة من أربع مباريات، لكن هذا انتهى بأربعة تعادلات. نظرًا لأن غيورغيو حصل على درجة سونبورن-بيرغر المتفوقة، فقد تم إعلانه البطل.
1965 - برشلونة، إسبانيا - (أغسطس - سبتمبر) - تنافس ثمانية وعشرون شابًا في خمس مجموعات تمهيدية، مع تأهل أول اثنين من كل مجموعة إلى النهائي. في المجموعة الأولى A، تعادل السادة المستقبليون فلاديمير توكماكوف وريموند كين في المركز الثاني بـ 2.5 / 4. كانت نتائجهم في درجة سونبورن-بيرغر متطابقة، وقد تعادلوا في مباراتهم الفردية، لذلك تعادلوا كثيرًا لكسر التعادل. رسم توكماكوف الرقم الصحيح للتأهل إلى النهائي أ. هناك، أثبتت التجربة مرة أخرى أنها مفيدة، مع كراجيكا، الذي احتل المركز الثالث في فرنجاكا بانيا، مسجلاً 6.5 / 9 ليهزم هارتوش وتوكماكوف بنصف نقطة. أنهى مرشح بطولة العالم المستقبلية روبرت هوبنر من ألمانيا الغربية بنتيجة متساوية.
1967 - القدس، إسرائيل - (أغسطس) - أدت حرب الأيام الستة في يونيو إلى إثارة التساؤلات حول إمكانية إقامة البطولة في إسرائيل على الإطلاق، وطالبت بعض الاتحادات بتأجيلها. على الرغم من أن الحدث استمر كما هو مقرر، اختار عدد من البلدان عدم إرسال ممثلين. شارك تسعة عشر لاعباً فقط، مع تقدم الفائزين الثلاثة الأوائل من كل مجموعة من المجموعات التمهيدية الثلاث إلى النهائي A. سجل جوليو كابلان من بورتوريكو 6.5 / 8، بفارق نقطة عن صاحب المركز الثاني ريموند كين (الذي، بحكم التعادل الكثير، فقدوا المباراة النهائية في المرة السابقة). احتل المرشح لبطولة العالم المستقبلية جان تيمان المركز الثالث بنتيجة 5/8. وسجل هوبنر 4.5 / 8 ليحتل المركز الرابع.
وكان ثمانية وثلاثون لاعبا لعبت في ستة أقسام الأولية، مع اثنين من كبار في كل التقدم إلى A. النهائي بين أولئك الذين لم يتأهل لنهائي مستقبل مرشح بطولة العالم.
1969 - ستوكهولم، السويد - (أغسطس) إوجينيو توري في الفلبين، الذي فاز بالنهائي B مع 9/11. سيطر الشاب السوفيتي الصاعد أناتولي كاربوف على النهائي أ (الذي سيصبح بطل العالم بعد ست سنوات فقط)، الذي تخلى عن تعادلين فقط (10/11). وأنهى أندراس أدورجان (المجر) وأورزيكا (رومانيا) متأخرًا بثلاث نقاط. تظهر قوة المجال من خلال حقيقة أن البطل السابق كابلان يمكن أن يحتل المركز الرابع فقط بـ 6.5 / 11.
1971 - أثينا، اليونان - (يوليو - أغسطس) - شارك أربعة وأربعون لاعباً من 43 دولة في ست مجموعات أولية. كان السويسري فيرنر هوغ هو الفائز المفاجئ بتسجيل 8.5 / 11. قبل ذلك بعامين، كان قد احتل المركز الخامس فقط في النهائي C، وانتهى المزيد من اللاعبين المشهورين بدرجة منخفضة: عضو فريق أولمبياد الشطرنج المجري والمرشح المستقبلي لبطولة العالم زولتان ريبلي (8/11، المركز الثاني)؛ اللاعب الأمريكي القوي كينيث روجوف (7.5 / 11، الثالث)؛ وتوري والماجستير السوفيتي رافائيل فاجانيان، اللذان كانا من بين ثلاثة لاعبين سجلوا 7/11.
1973 - تيسايد، إنجلترا - (يوليو - أغسطس) - تنافس خمسون لاعباً من 48 دولة في بطولتين تمهيديتين للنظام السويسري؛ تأهل الستة الأوائل من كل منهم للنهائي A. المرشح المفضل، ألكسندر بيليافسكي من الاتحاد السوفيتي، فاز بالنهائي A برصيد 8.5 / 11 على الرغم من خسارته أمام كلا اللاعبين الإنجليز. أنهى توني مايلز من إنجلترا بنصف نقطة. كان هناك تعادل ثلاثي للمركز الثالث عند 7.5 / 11 بين مايكل ستين (إنجلترا) ولاري كريستيانسن (الولايات المتحدة) وسلافوليوب مارجانوفيتش من يوغوسلافيا، مع حصول ستيان على المركز الثالث في الشوط الفاصل.
1974 - مانيلا، الفلبين - (أغسطس) - كانت هذه أول بطولة منذ التحول إلى الشكل السنوي. توني مايلز، الذي احتل المركز الثاني في العام السابق، فاز بتسجيل 7/9 في نهائي A. تعادل ديكس وماريانوفيتش وشنايدر في المركز الثاني بزمن 5.5 / 9.
1975 - Tjentiste، يوغوسلافيا - (يوليو) - تقع المدينة الصغيرة في الجبال على بعد حوالي 100 ميل شمال دوبروفنيك، وكانت مسرحًا لمعركة سوتيسكا في الحرب العالمية الثانية. وضع الدكتور ماكس إيوي إكليلاً من الزهور على النصب التذكاري للحرب في حفل الافتتاح. ونظمت البطولة في اللحظة الأخيرة اتحاد الشطرنج اليوغوسلافي بعد أن سحب البورتوريكيون عرضهم المبكر بسبب الضغوط المالية المتزايدة. لعب الفائز فاليري تشيخوف بمهارة طوال المباراة، وسجل 10-3 لنصر مستحق. كان قد احتل مؤخرًا المركز الثاني في بطولة موسكو لكبار السن. أنهى لاري كريستيانسن بفارق نصف نقطة. كان لديه تأجيل فائز ضد السوفييت، لكنه لم يكن مستعدًا جيدًا للاستئناف وسمح لها بالتعادل. تمكن الإنجليزي جوناثان ميستل من الوصول إلى المراكز الثلاثة الأولى على الرغم من كونه أحد المنافسين الأصغر سنًا. فينتسلاف إنكيوف البلغاري، مثل ميستل، سجل 9-4، ولكن بسبب نتيجة أقل من بوشولز لتقسيم التعادل، كان عليه أن يستقر في المركز الرابع. شارك ثمانية وأربعون لاعباً بمن فيهم أساتذة المستقبل خايمي سوني نيتو وموراي تشاندلر. كانت أول بطولة عالمية للناشئين تتميز بتنسيق سويسري من 13 جولة.
1976 - جرونينجن، هولندا - (21 ديسمبر 1976-5 يناير 1977) - تجاوز مارك ديسين التوقعات، وسجل 10-3 ليفوز بالحدث. عزا البعض نجاح ديسن إلى مهارات التدريب والتأجيل الكبيرة لمهاراته الثانية، لوبومير كافالك، الذي ساعد لاحقًا نايجل شورت على الفوز على أناتولي كاربوف والوصول إلى مباراة في بطولة العالم ضد جاري كاسباروف. تم دمج البطولة هذا العام مع بطولة الشطرنج الأوروبية للناشئين. لوبومير فتاتشنيك، الذي أنهى نصف نقطة خلف ديسن، كان صاحب المركز الأول في أوروبا وبالتالي أصبح بطل أوروبا للناشئين. احتل الإسرائيلي نير جرينبيرج المركز الثالث بنتيجة 9-4. احتل دانيال كامبورا من الأرجنتين، وليزلي ليو من سنغافورة، ومارسيل سيسنيغا من المكسيك، وإيفجيني فلاديميروف من الاتحاد السوفيتي، في المركزين الرابع والثامن. كان من ضمن المجموعة المطاردة أيضًا إيان روجرز (أستراليا)، كروم جورجييف، أتيلا جروسزبيتر (المجر)، جوناثان ميستل (إنكلترا)، بيتار بوبوفيتش (YUG)، رينالدو فيرا (نوبي)، موراي تشاندلر (نيوزيلندا) ومارجير بيتورسون .
1977 - إنسبروك، النمسا - (4-19 سبتمبر) - فاز أرتور يوسوبوف، طالب الاقتصاد بجامعة موسكو البالغ من العمر 17 عامًا، بالحدث برصيد 10.5 نقطة من أصل 13. كان زاباتا صاحب المركز الثاني، متأخراً بنقطة واحدة، يدرس الاقتصاد في جامعة بوغوتا. كان ثاني هو الروسي مارك دفوريتسكي وقد بشر تحالفهما ببدء علاقة طويلة الأمد ومفيدة للطرفين. استأجر المكسيكي مارسيل سيسنيغا المدير العام السوفيتي المخضرم فاسيوكوف ليكون الثاني له وقد يكون ذلك قد عزز من أدائه، لكن ليس بما يكفي لإحداث فرق في الميداليات. وسجل بيتار بوبوفيتش 8.5 نقطة للميدالية البرونزية. ومن بين التحديات أيضًا للحصول على الجوائز، كان سكيمبريس من اليونان، وفرايز نيلسن الدنماركية وفيرا الكوبية، الذين خسروا أمام بوبوفي في الشوط الفاصل.
1978 - غراتس، النمسا - (2-18 سبتمبر) - فشل يوسوبوف بفارق ضئيل في الفوز بالبطولة للعام الثاني على التوالي، ولكن يمكن أن يكون سعيدًا لأن صديقه سيرجي دولماتوف حصل على اللقب. كلاهما من طلاب مارك دفوريتسكي.
1979 - شين، النرويج - (27 يوليو - 10 أغسطس) - كان من المتوقع أن يحقق الفائزون الثلاثة الأوائل أداءً جيدًا، لكن المخيب للآمال كان شكل أرتور يوسوبوف، الذي سجل فقط 7.5-5.5، وتعادل في المركزين 12 و 17 من إجمالي 56 لاعبًا. ومن بين المطاردين جيمس بلاسكيت ومارجير بيتورسون وإيفان موروفيتش وأتيلا جروزبيتر.
1980 - دورتموند، ألمانيا - 1. غاري كاسباروف 10.5 / 13 2. نايجل شورت (انكلترا)، 9 3-5. إيفان موروفيتش، إيه نيغوليسكو (روما)، كيه بيشوف (فرنسا) 8.5 
1981 - مكسيكو سيتي، المكسيك - 1. أوغنيجين فيتان، 10.5 / 13 2. جان إيلفست 10 3. نايجل شورت (انكلترا)، 9
1982 - كوبنهاغن، الدنمارك - 1. أندريه سوكولوف، 10/132. إيغور ستول، 9 3-7. جويل بنجامين (الولايات المتحدة الأمريكية)، إيفان موروفيتش، كيرت هانسن، نايجل شورت (إنجلترا)، ميلوس (البرازيل)، 8.5
1982 - سينتا، يوغوسلافيا - جذبت بطولة العالم للبنات الافتتاحية 21 مشاركة من 17 دولة مختلفة. وحصلت أنيسزكا بروستمان على اللقب بنتيجة 8.5 / 11 بفارق نصف نقطة عن تاتيانا روبزوفا. حضرت مايا تشيبوردانيدزه
البطولة كمتفرج.
1983 - بلفور، فرنسا - 1. كيريل جورجييف 11.5 / 13.2. فاليري سالوف 10.5.3. أحمد سعيد (الإمارات العربية المتحدة)، 9
1984 - كيلجافا - 1. كيرت هانسن (دنمارك) 10.5 / 13 2. أليكسي دريف، 10 3-4. كيريل جورجيف، ثورستينز 9
1985- الشارقة، الإمارات العربية المتحدة - 1. مكسيم دلوجي (الولايات المتحدة)، 10/13 2. بافيل بلاتني (تشيك) 9 3. جوزيف كلينجر (أستراليا)، 9
1986 - جوسدال، النرويج - 1-2. والتر أرنسيبيا (كويا)، سيمن أجدستاين (النرويج)، 9.5 / 13 3-5. فرديناند هيلرز (سويسرا)، إيفجيني باريف (أورس)، جوزيف كلينجر (أستراليا)، 9
1987 مدينة باجيو، الفلبين - 1. فيسواناثان أناند (الهند) 10/132. فاسيلي إيفانتشوك، 9.5 3-4. غريغوري سيربر، باتريك وولف (الولايات المتحدة الأمريكية)، 9
1988 - أديلايد، أستراليا - 1-4. جويل لوتييه (فرنسا)، فاسيل إيفانتشوك (أورس)، غريغوري سيربر (أورس)، بوريس جلفاند (أورس)، 9/13
1989 - تونجا، كولومبيا - (15 أغسطس - 31 أغسطس) - بسبب حروب المخدرات التي كانت مستعرة في كولومبيا، قاطعت بعض الدول، بما في ذلك اتحاد الشطرنج البريطاني، الحدث. كان فاسيل سباسوف من بلغاريا هو الفائز المفاجئ في حدث الفتيان / المباراة المفتوحة، حيث استفاد من زلة من أقرب منافسيه، ياتسيك غدانسكي من بولندا. تمكن غدانسكي من خسارة آخر مباراتين ليبتعد بفارق نقطة واحدة. وبالتالي، فإن خسارته السابقة أمام سبازوف كانت حاسمة في الشوط الفاصل. شارك السوفييت، أليكسي دريف وميخائيل أوليبين، في المشاركة من الثالثة إلى الخامسة مع السويدي ريتشارد ويسمان. وجاء أليكسي شيروف (متأخراً بنقطة واحدة) وزسوزسا بولجار (متأخراً بنقطتين) عن الصدارة قليلاً.
1990- سانتياغو، تشيلي - 1. إيليا جورفيتش (الولايات المتحدة الأمريكية)، 10.5 / 13 2. أليكسي شيروف 10.5.3. فلاديمير أكوبيان 9.5
1991 - مامايا، رومانيا - (أغسطس) - كان لابد من تنظيم البطولة بطريقة متسرعة عندما انسحب المضيفون المخططون (اتحاد الشطرنج التشيلي) في اللحظة الأخيرة. على الرغم من هذه النكسة، سارت الإجراءات دون أي عقبات خطيرة وقدر اللاعبون الظروف الممتازة ومهارات التنظيم السليمة للمسؤولين الرومانيين. كان المرشحون الأوفر حظًا لاكتساح نظيف في حدث الفتيان / تحت 20عام السوفييت فلاديمير أكوبيان وسيرجي تيفياكوف وميخائيل أوليبين. اتضح أن الثلاثة كانوا في حالة جيدة وتم تقسيم الميداليات بينهم، بعد الشوط الفاصل للفصل بين المركزين الأول والثاني. كان حدث الفتيات تحت 20 سنة عبارة عن سباق بين بويكوفيتش من يوغوسلافيا وبوتساري اليونانية، فازت الفتاة اليوغوسلافية بنصف نقطة.
1993 - كوريكود، الهند - (نوفمبر - ديسمبر) - المصنف الأول في حدث الفتيان / المفتوحة، قاد ماثيو سادلر الإنجليزي مع فلاستيميل بابولا التشيكي في معظم فترات البطولة. مع مواجهة كلا اللاعبين لمعارضة عالية الجودة في كل جولة، أصبح الضغط أخيرًا كبيرًا للغاية وفشل كلاهما في العقبة الأخيرة في سعيهما للفوز بالميدالية الذهبية. كما عانى سادلر من مشاكل زمنية خطيرة ومتكررة. احتوى هذا الحدث القوي على العديد من اللاعبين الذين أصبحوا أساتذة كبار في الدرجة الأولى؛ كان ألكسندر أونيشوك وكريستيان جابرييل وفلاديسلاف تكاتشييف وبيتر هاينه نيلسن أربعة من الفائزين الأقوياء الذين لم يكونوا ضمن الميداليات. كما لعب السويدي جوناس بارهاجين بعض الشطرنج الجريء، لكنه لم يتمكن من مواكبة المجموعة الأولى. في حدث الفتيات، كانت الأرمينية إلينا دانيالان، وكريستينا دابروفسكا من بولندا، وأدريان تشيكي من المجر من بين أولئك الذين تحدوا على الميداليات. حضر رئيس الاتحاد الدولي للشطرنج، فلورنسيو كامبومانيس، الحفل الختامي وأعلن عن توجيه جديد يضمن للفائزين المستقبليين في حدث لقب جراند ماستر تلقائيًا.
1994 - ماتينوس، البرازيل (نوفمبر) - 1. هيلجي جريتارسون، 9.5 / 13 2. صوفيا بولجار (هون)، ٩-٣-٧. جيوفاني فيسكوفي (البرازيل)، ماريانو (PHI)، كوماران (إنجلترا)، هوغو سبانجينبيرج (الأرجنتين)، الفصل. غابرييل (ألمانيا)، 8.5
1995 - هاله، ألمانيا (تشرين الثاني (نوفمبر) - كانون الأول (ديسمبر) - كان هناك 80 مشاركًا في قسم الأولاد / القسم المفتوح، يمثلون ما يقرب من 70 دولة مختلفة. كان حفل الفتيات 66. كان البرازيلي جيوفاني فيسكوفي نجمًا آخر في قسم الأولاد، وخسر بفارق ضئيل أي ميدالية. كانت فئة الفتيات أكثر تنافسًا حيث تم تحديد المراكز الثانية والثالثة والرابعة في الشوط الفاصل؛ كانت ناتاليا جوكوفا هي الوصيفة غير المحظوظة.
1996 ميديلين، كولومبيا (نوفمبر) - 1. اميل سوتوفسكي (إسرائيل)، 10/13 2-3. تشانغ تشونغ (الصين)، زولتان غيمسي (المجر)، 9
1997- زاغان، بولندا (13 يوليو - 27 يوليو) - تمكن معظم اللاعبين الكبار من تحقيق ذلك، باستثناء أنطوانيتا ستيفانوفا في حدث الفتيات؛ وبحسب ما ورد اختلفت مع اتحاد الشطرنج البلغاري. تال شاكيد، الفائزة في القسم المفتوح / للبنين، حصلت على اللقب في الشوط الفاصل. وكان ألكسندر موروزيفيتش المصنف الأول. ومن بين اللاعبين الشباب الواعدين الآخرين فلاديمير باكلان وهريستوس بانيكاس وسيرجي موفسيسيان. في حدث الفتيات، بدأت كورينا بيبتان كمصنفة أولى لكنها لم تكن في أفضل حالاتها. كانت النتائج على النحو التالي:
1998 - كلكتا، الهند (نوفمبر - ديسمبر) - 1. دارمن سادفاكاسوف (كازاخستان)، 10.5 / 13 2. تشانغ تشونغ (الصين)، 9.5 3-4. خريستوس بانيكاس (اليونان)، داو ثين هاي (فيتنام)، 9
1999 يريفان، أرمينيا (نوفمبر) - 1. ألكسندر جالكين (روسيا)، 13 / 10.5 / 2. رستم قاسمدجانوف (أوزبكستان) 10 3-4. كارين أسريان (أرمينيا)، ليف أرونيان (أرمينيا)، 9
2000 يريفان، أرمينيا (نوفمبر) - 1. لازارو بروزون (نوب)، 10/13 2-8. كاميل ميتون (بولندا)، كارين أسريان (أرمينيا)، غيرشون (Iاسرائيل)، د. سولاك (يوغوسلافيا)، سيموتوي (زامبيا)، بونزمان (ألمانيا)، فلاديمير مالاكوف (روسيا)، 8.5
2014 - بونه، الهند (5 أكتوبر - 20 أكتوبر)  فاز الصيني لو شانغلي البالغ من العمر 19 عامًا بنتيجة 10-3، متفوقًا على مواطنه، المعجزة وي يي البالغ من العمر 15 عامًا. اللاعب الأعلى تصنيفًا الروسي فلاديمير فيدوسيف (2661)؛ ويان كرزيستوف دودا من بولندا بنصف نقطة. المتألقون (في الشوط الفاصل) هم:
الأولاد تحت 20عام - 1. لو شانغلي (الصين)، 10/13 2. وي يي (الصين)، 9.5 3. 2- فلاديمير فيدوسيف (روسيا)، 9,5.